# مهره فریت

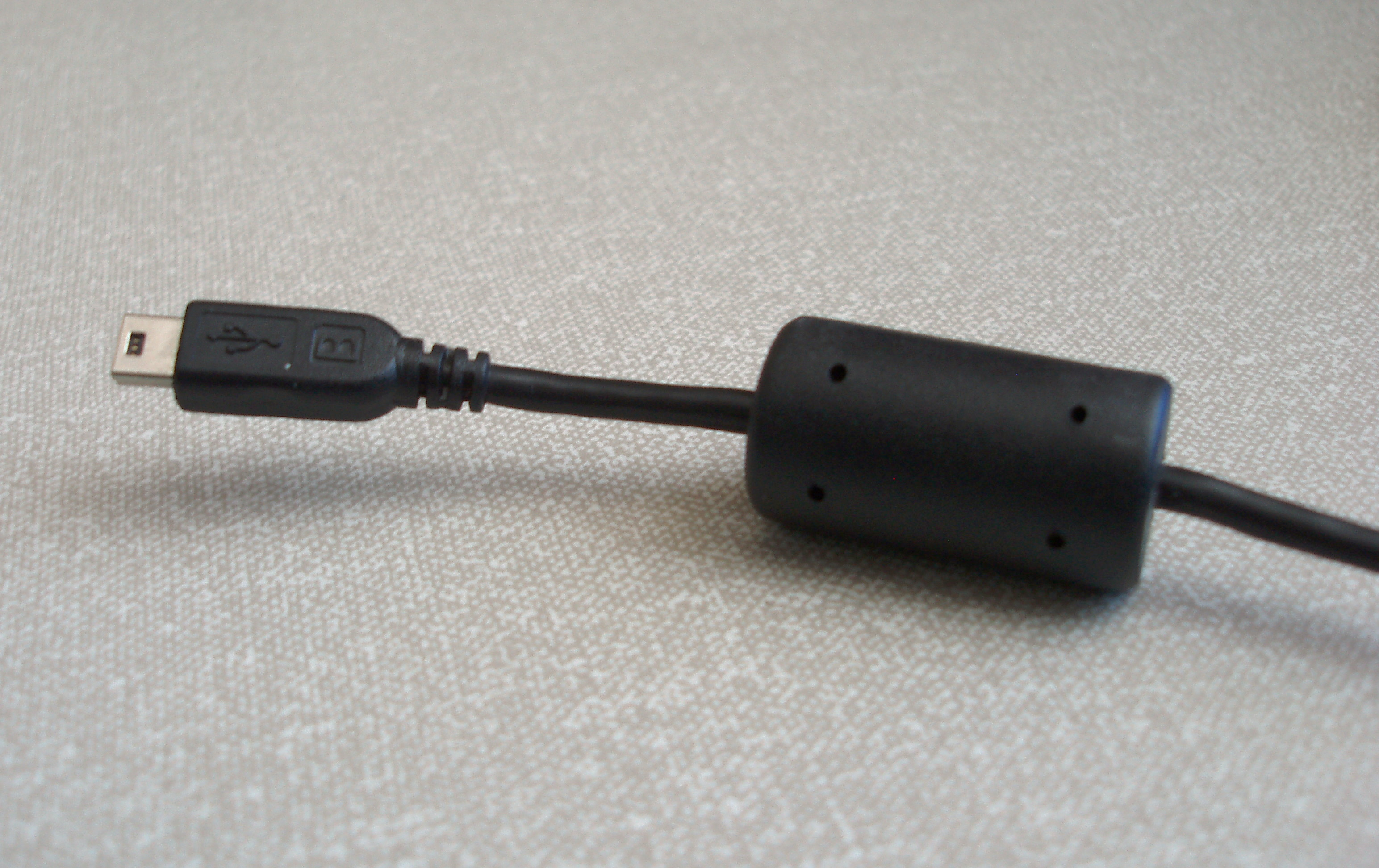
یک مهره فریت به شکل استوانه در انتهای کابل مینی‌یواس‌بی

مهره فِرّیت یا چُوک فرّیت (به انگلیسی: Ferrite bead)، یک قطعه الکتریکی غیرفعال از جنس فرّیت است که در مدارهای الکترونیکی، نویز یا تداخل فرکانس‌بالا را حذف می‌کند. در واقع، فریت بید به عنوان یک فیلتر پایین‌گذر عمل می‌کند و مانع از عبور جریان الکتریکی فرکانس‌بالا می‌شود.

## بررسی
مهره فریت برای جلوگیری از تداخل سیگنال‌های فرکانس‌بالا در دستگاه‌ها و خطوط انتقال (مثل یک کابل USB) به‌کار می‌رود؛
- جلوگیری از انتقال ناخواستهٔ سیگنالِ فرکانس‌بالای تولیدشده در یک دستگاه به دستگاه‌های دیگر. مثالی از این، قرار دادن مهره فریت روی کابل خروجی منابع تغذیه سوییچینگ (مانند برخی شارژرهای گوشی موبایل) برای جلوگیری از انتقال سیگنال‌های فرکانس‌بالای تولیدشده در منبع تغذیه به دستگاه متصل به آن است.
- جلوگیری از تأثیر سیگنال فرکانس‌بالای القاءشده در یک دستگاه (از طرف امواج الکترومغناطیسی خارجی) بر عملکرد آن دستگاه. مثالی از این، نویز صوتی قابل شنیدن در اسپیکر کامپیوترها وقتی در نزدیکی آن‌ها یک گوشی موبایل زنگ می‌خورد، است. در این حالت، امواج الکترومغناطیسی رسیده به موبایل از طرف شبکه تلفن همراه، باعث القای سیگنال در کابل اتصال اسپیکر به کامپیوتر می‌شود که بخشی از آن از اسپیکر پخش می‌شود. با قرار دادن یک مهرهٔ فریت روی کابل اسپیکر، این نویز حذف می‌شود.

یک کابل رسانا می‌تواند به عنوان یک آنتن گیرنده نیز عمل کند، به‌صورتی‌که در یک دستگاه، اگر سیگنال در فرکانس‌های رادیویی تولید شود، این سیگنال ممکن است از طریق کابل تغذیه یا دیتا به محیط اطراف منتشر شود. در این حالت، مهره فریت وظیفه حذف این امواج را از روی کابل این دستگاه که باعث تداخل الکترومغناطیسی می‌شود، بر عهده دارد. در مواردی که یک منبع تشعشع الکترومغناطیسی فرکانس‌بالا وجود دارد، مهره فریت با حذف امواج فرکانس‌بالا از روی کابل تغذیه و دیتای سایر دستگاه‌های الکترونیکی، از تداخل این امواج با عملکرد دستگاه‌ها جلوگیری می‌کند.
مهره فریت و کابل دستگاه‌ها که به دور آن پیچیده می‌شود، به صورت یک سلف و به شکل یک فیلتر پایین گذر غیرفعال عمل می‌کند. شکل هندسی و خواص الکترومغناطیسی مهره فریت، آن را به عنوان یک امپدانس در برابر عبور سیگنال‌های فرکانس‌بالا قرار می‌دهد و سبب تضعیف سیگنال‌های فرکانس‌بالا EMI/RFI و نویز می‌شود.
یک سلف نمی‌تواند انرژی تلف کند ولی با تولید راکتانس، از عبور سیگنال‌های فرکانس‌بالا جلوگیری می‌کند. این راکتانس عموماً با عنوان امپدانس سلفی شناخته می‌شود هر چند که امپدانس می‌تواند ترکیبی از مقاومت اهمی و راکتانس سلفی باشد.